# Matt Schaub
Matthew Rutledge "Matt" Schaub (født 25. juni 1981 i Pittsburgh, Pennsylvania, USA) er en amerikansk footballspiller, der spiller i NFL som quarterback for Oakland Raiders. Han kom ind i ligaen i 2004, og har tidligere spillet for Atlanta Falcons og Houston Texans.

## Klubber
- Atlanta Falcons (2004–2006)
- Houston Texans (2007–2013)
- Oakland Raiders (2014–)